# Caê Guimarães

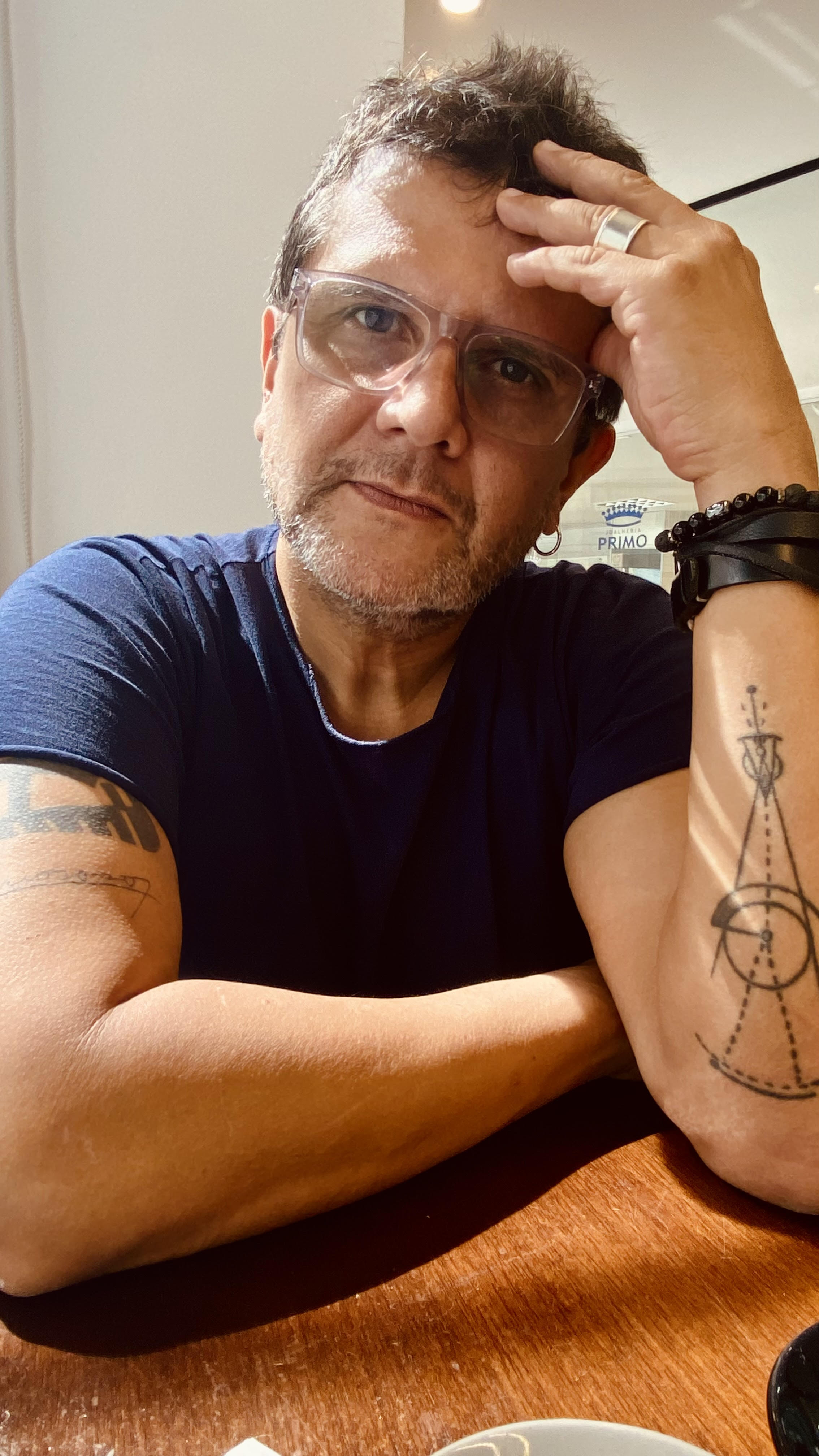

Carlos Eduardo Lourenço Guimarães conhecido por Caê Guimarães (Rio de Janeiro, 1970) é um escritor, poeta, jornalista e roteirista brasileiro.

## Biografia
Carioca de nascimento, Carlos Eduardo Lourenço Guimarães é formado em jornalismo pela Universidade Federal do Espírito Santo. Desde 1974 reside na cidade de Vitória, Espírito Santo.
Possui diversos livros publicados ao longo de sua carreira literária, dos gêneros romance e poesia. Dentre eles, sua obra mais conhecida é Encontro você no oitavo round publicado pela Editora Record, vencedor do Prêmio Sesc de Literatura em 2020 e finalista do Prêmio São Paulo Literatura em 2021, na categoria romance.

## Prêmios e condecorações
- Prêmio Sesc de Literatura